# Редич
Редич (енгл. Redditch) је град у Уједињеном Краљевству у Енглеској. Према процени из 2007. у граду је живело 78.050 становника.

## Становништво
Према процени, у граду је 2008. живело 78.050 становника.
| 1981.  | 1991.  | 2001.  |
| ------ | ------ | ------ |
| 61,639 | 73,372 | 74,803 |